# Maria Weenix

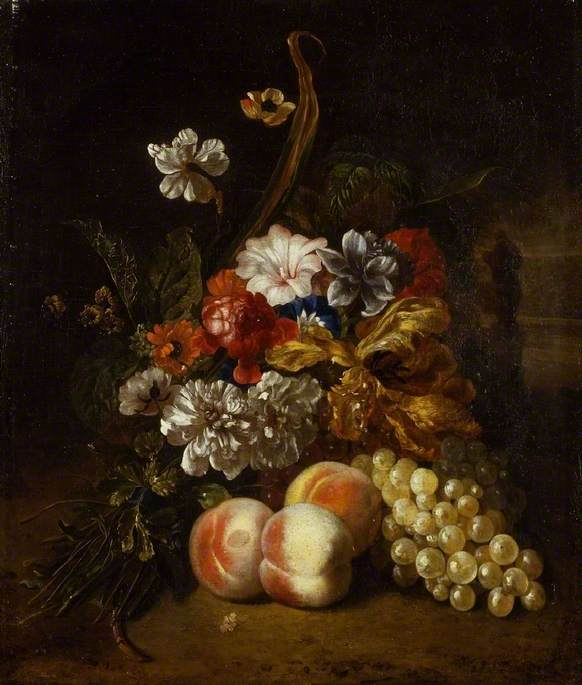
Atribuido a Maria Weenix: Bodegón con flores y frutas, firmado M. Weenixum. Óleo sobre lienzo, 58,3 x 48,2 cm. Cambridge, Fitzwilliam Museum.

Maria Weenix (Ámsterdam, bautizada el 31 de agosto de 1697-Ámsterdam, 29 de diciembre de 1774) fue una coleccionista de pintura neerlandesa del siglo XVIII y quizá pintora ella misma.

## Biografía
De una familia de artistas, fue nieta de Jan Baptist Weenix e hija de Jan Weenix, ambos especializados en la pintura de bodegones, principalmente de caza. Criada en un ambiente católico, sus padre, Jan Weenix y Petronella Backer, casados en 1679, tuvieron trece hijos entre 1684 y 1700. Heredera de la colección de pinturas de su padre, Maria se habría formado en el taller paterno, especializándose en la pintura de flores y frutas, pero no es seguro que alguna vez pintase. Se le han atribuido dos bodegones en el Fitzwilliam Museum de Cambridge, uno de flores y frutas y el segundo solo de flores en un paisaje, ambos firmados «M. Weenixum», pero es una atribución ahora rechazada en favor de su hermana mayor Josina Margareta Weenix, mencionada en el catálogo de una venta de piezas florales como Mejuffrouw M. Weenix.